# Juan Muñoz

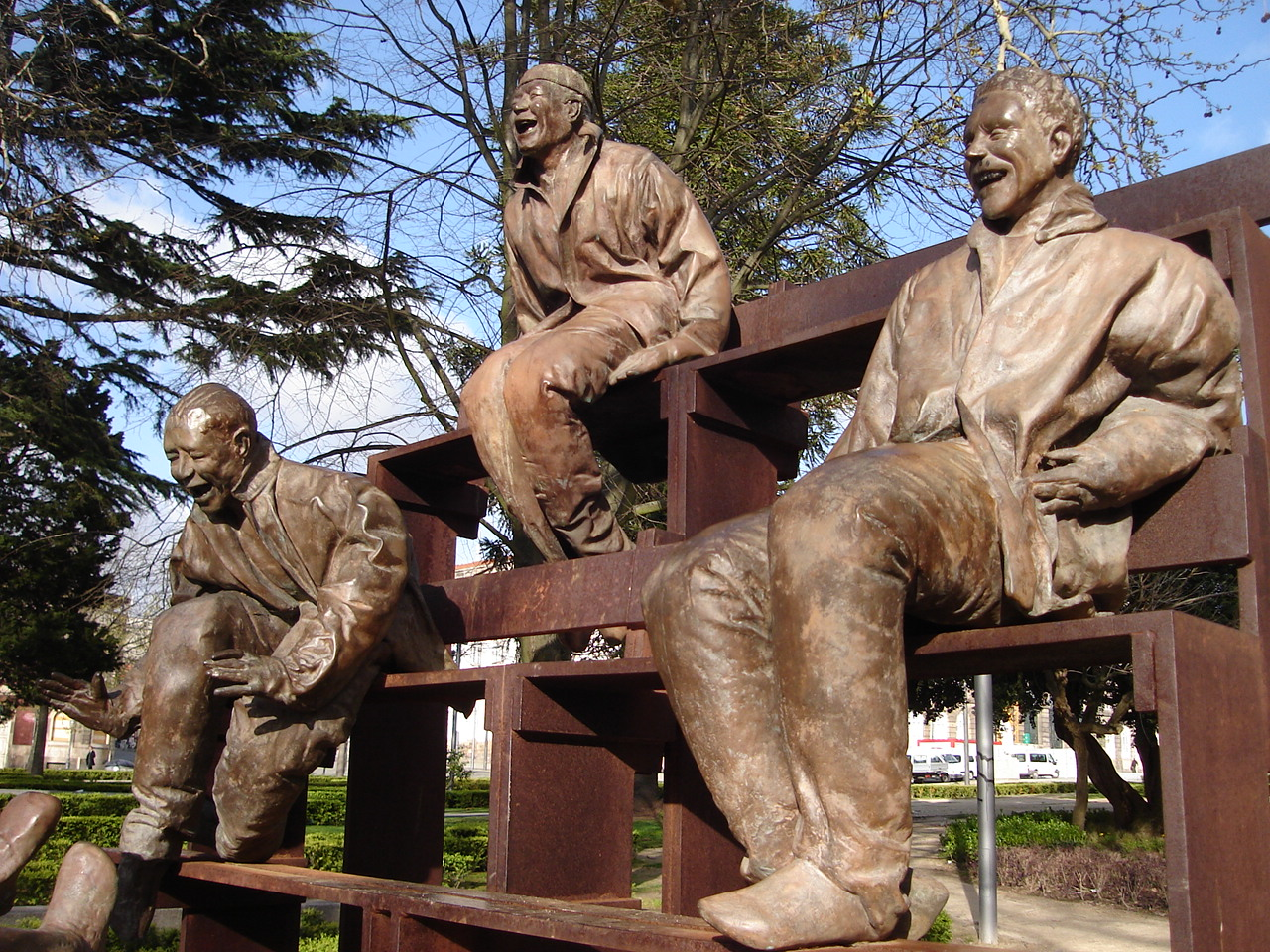
Treze a rir uns dos outros, Juan Muñoz sista verk, i Porto i Portugal

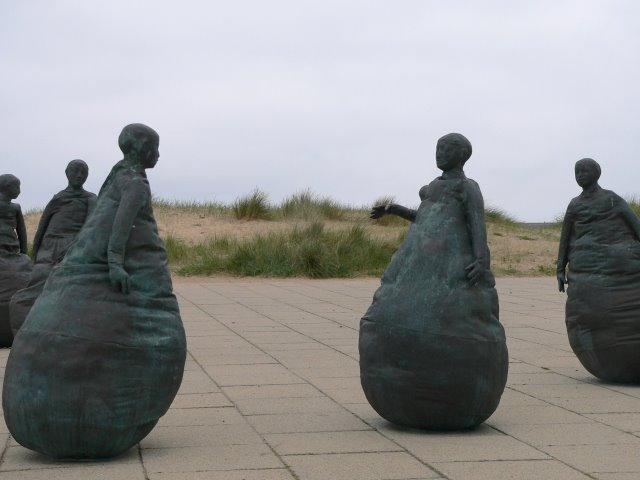
Conversation piece, Tynemouth

Juan Muñoz , född 17 juni 1953 i Madrid i Soanien, död 28 augusti 2001 i Ibiza, var en spansk skulptör.
Juan Muñoz var son till Vicente och Herminia Muñoz och växte som näst äldst av sju bröder i en förmögen familj i Madrid under Francodiktaturen. På 1970-talet studerade han på  Croydon College och Central Saint Martins College of Art and Design i London. I Storbritannien mötte han sin fru, skulptören Cristina Iglesias, med vilken han fick två barn. I början av 1980-talet reste han till New York för ett års vistelse, och blev där vän med Richard Serra. Han bodde också i perioder i Rom respektive Sverige.
Han arbetade huvudsakligen med papier maché, harts och brons som material för sina skulpturer. Han var också intresserad av ljudinstallationer och gjorde ljudverk för radio. Hans första utställning  var i Fernando Vijande konstmuseum i Madrid 1984.
I början av 1990-talet började Juan Muñoz bryta sig loss från konventionella regler i skulptur genom att skulptera på ett berättande sätt med figurer i mindre än full skala i scener med ömsesidig interaktion. År 2000 tilldelades Juan Muñoz den spanska utmärkelsen Premio Nacional de Bellas Artes.

## Fotogalleri

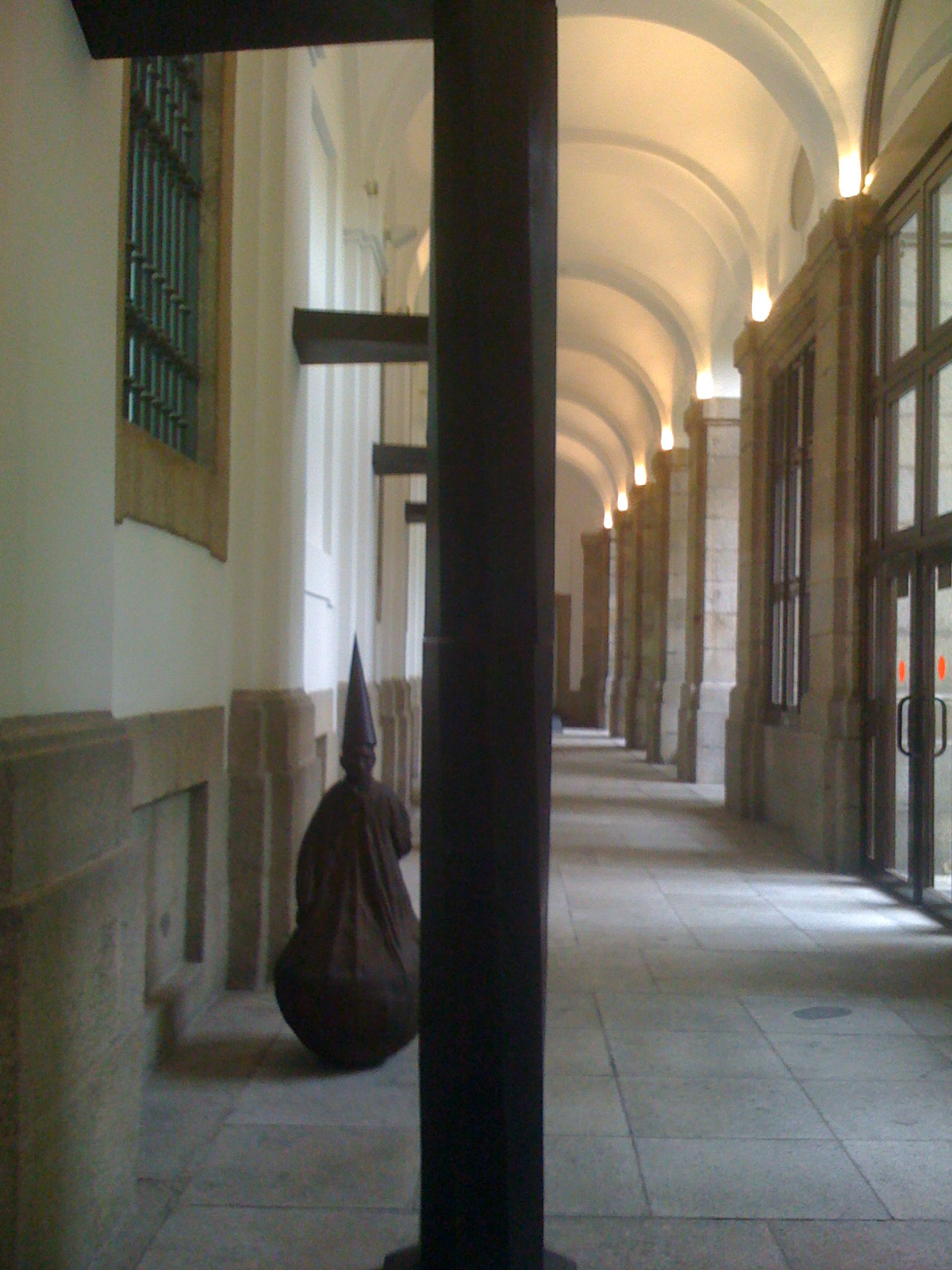
Lo vi en Bolonia, Museu Reina Sofia, Madrid
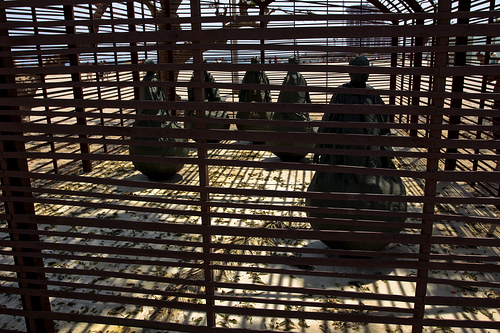
Una habitación donde siempre llueve (En bostad där det alltid regnar), Barcelona
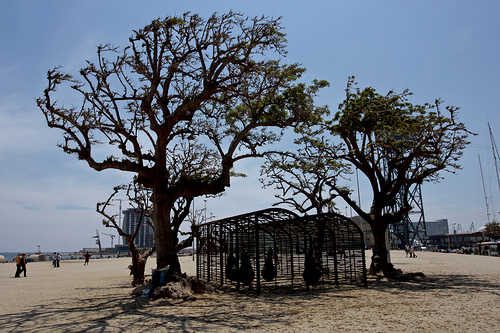
Una habitación donde siempre llueve, Barcelona
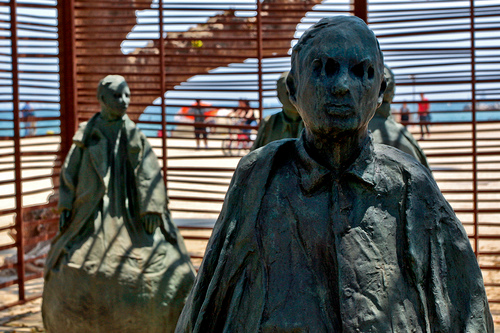
Una habitación donde siempre llueve, Barcelona
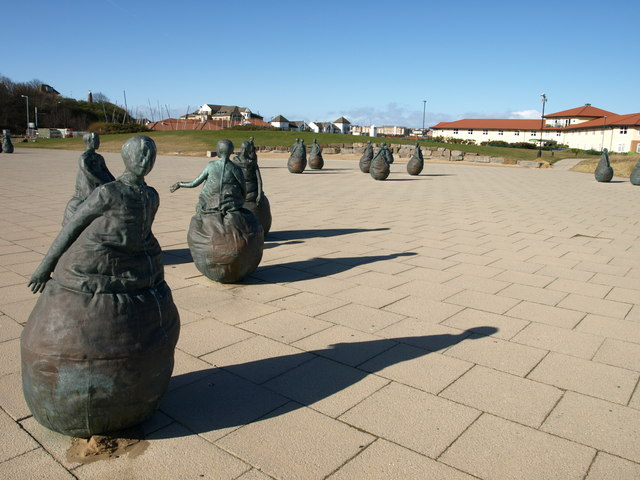
Conversation Piece, Tynemouth, Storbritannien, 1999
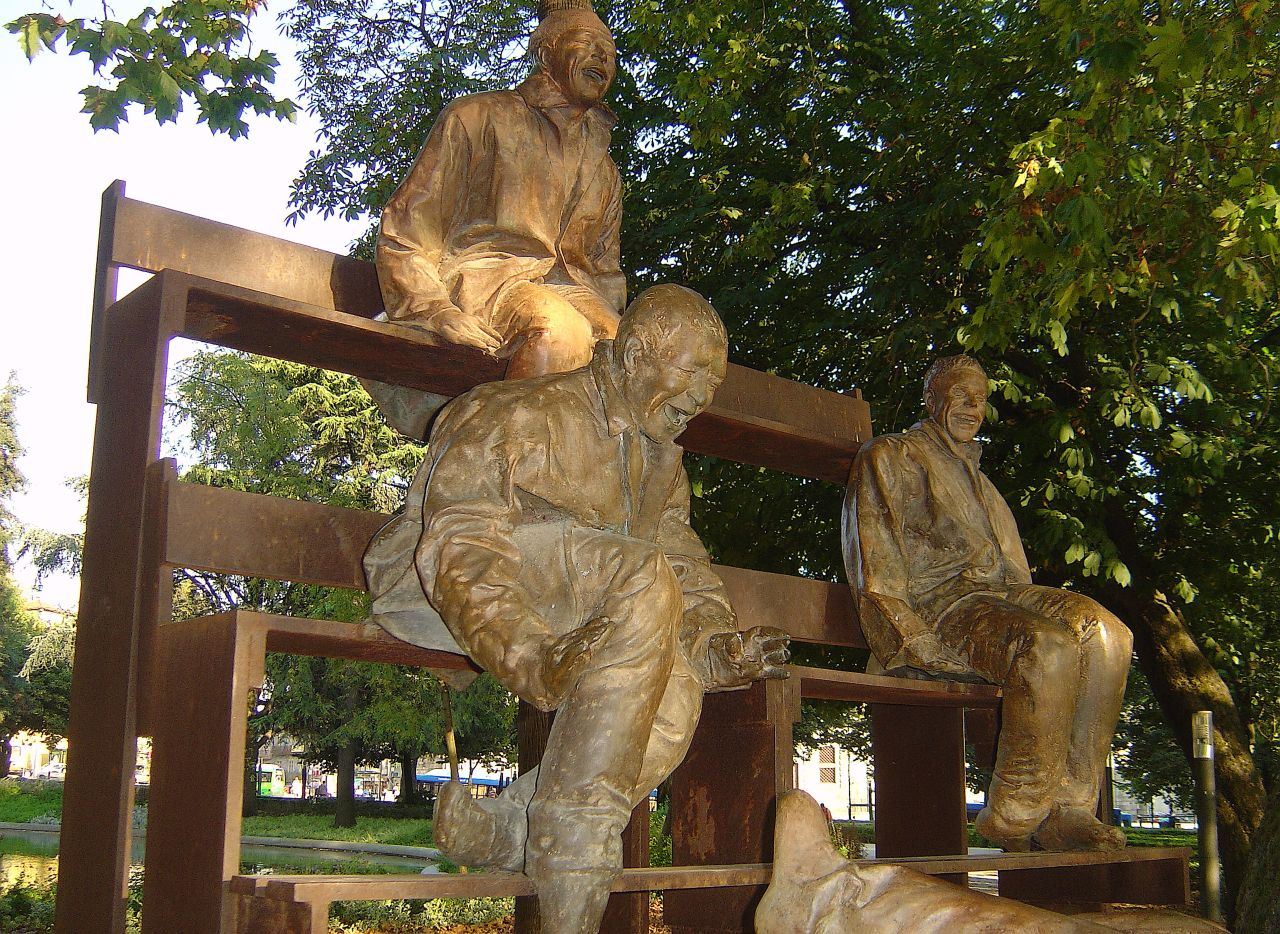
Treze a rir uns dos outros, Porto